# 深圳经济特区建立40周年庆祝大会
22°31′18″N 113°53′57″E / 22.52170°N 113.89919°E深圳经济特区建立40周年庆祝大会，是指2020年10月14日，在中华人民共和国广东省深圳市举行的庆祝大会。中共中央总书记、国家主席、中央军委主席习近平出席大会。

## 背景

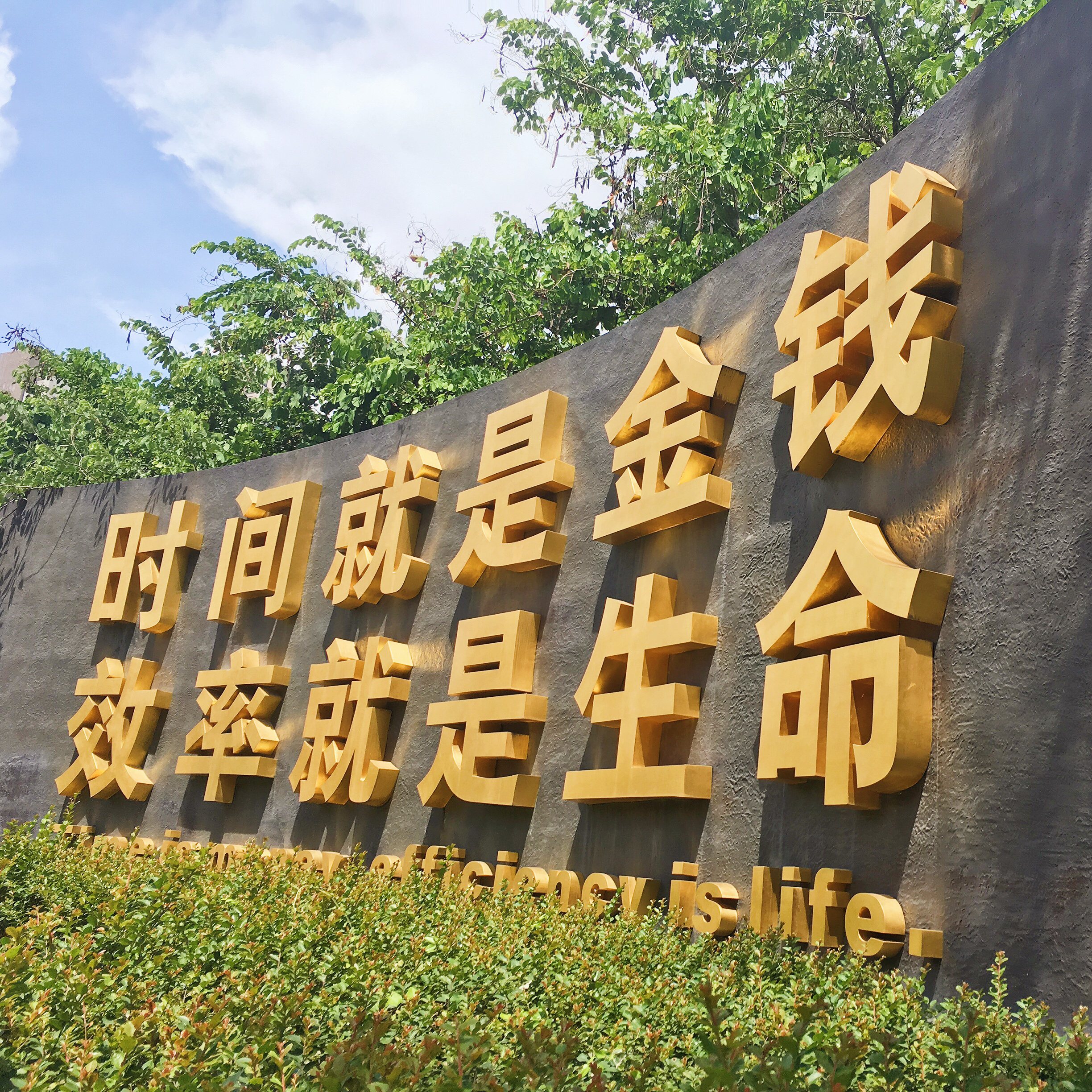
深圳著名的标志口号：“时间就是金钱，效率就是生命”

1980年8月26日，全国人大常委会批准《广东省经济特区条例》，「在广东省深圳、珠海、汕头三市分别划出一定区域，设置经济特区。特区鼓励外国公民、华侨、港澳同胞及其公司、企业，投资设厂或者与我方合资设厂」。
2019年8月，中共中央和国务院决定支持深圳建设中国特色社会主义先行示范区的重大决策。2020年10月，中共中央办公厅、国务院办公厅印发了《深圳建设中国特色社会主义先行示范区综合改革试点实施方案（2020—2025年）》，并发出通知，要求各地区各部门结合实际认真贯彻落实。其中提出在过去40年时间中，深圳敢闯敢试、敢为人先、埋头苦干，创造了发展史上的奇迹，成为中国改革开放的一面旗帜。
自中美贸易战全面爆发后，美国对中国的大量企业进行打压，其中包括华为、腾讯、华大基因、大疆创新、中兴通讯等龙头企业及供应链均在深圳。中共深圳市委书记王伟中表示，“深圳企业从来不是在顺风顺水中成长起来的”，并表示支持中央对深圳部署，在2035年深圳建成社会主义现代化强国的城市范例、深圳要比全国提前15年打造出一个社会主义现代化强国的城市样板。
10月12日，香港特別行政區行政長官林郑月娥宣布推迟定于10月14日向香港立法会发表《香港施政报告》，率团往深圳出席深圳庆祝大会。

## 内容

### 前奏：視察汕頭經濟特區
2020年10月13日，習近平視察汕頭經濟特區小公园开埠区的开埠文化陈列馆和侨批文物馆，然后視察开埠区大街上與群众交流。

### 会议
2020年10月14日上午10点半，深圳经济特区建立40周年庆祝大会开始，会议地点为前海国际会议中心。现场坐满的826把座椅寓意特区在1980年8月26日诞生。
中共中央政治局委员、广东省委书记李希主持会议。中共中央总书记、国家主席、中央军委主席习近平，中共中央政治局常委、国务院副总理韩正，中共中央政治局委员丁薛祥、刘鹤、陈希、黄坤明，香港、澳门特别行政区现任及前任行政长官等出席会议。在会议上发言的有中共广东省委副书记、深圳市委书记王伟中，研祥高科技集团董事局主席陈志列，以及中建科工集团华南大区总工程师陆建新。最后习近平发布主旨讲话，提出“继续坚定不移走改革开放的道路”、“深圳是中国特色社会主义在一张白纸上的精彩演绎”，并总结了“经济特区40年改革开放、创新发展积累了十条宝贵经验”。
当日下午，习近抵达深圳莲花山公园，向邓小平铜像敬献花篮，表达对邓的崇高敬意和深切缅怀。这也是自2012年南巡后，他再次赴莲花山公园向邓小平雕塑敬献花篮。

### 表彰
在深圳经济特区建立40周年之际，中共深圳市委和深圳市人民政府决定对40名“深圳经济特区建立40周年创新创业人物和先进模范人物”进行表彰。
| 姓名   | 职位                                                            |
| ------ | --------------------------------------------------------------- |
| 万捷   | 雅昌文化集团董事长                                              |
| 马化腾 | 腾讯公司董事会主席兼首席执行官                                  |
| 马明哲 | 中国平安董事长                                                  |
| 马蔚华 | 招商银行原行长                                                  |
| 王卫   | 顺丰速运董事长                                                  |
| 王传福 | 比亚迪公司董事长兼总裁                                          |
| 叶青   | 深圳市建筑科学研究院党委书记、董事长                            |
| 冯冠平 | 深圳清华大学研究院原院长                                        |
| 刘晓春 | 深圳国际仲裁院党组书记、院长                                    |
| 刘磊   | 深圳市第三人民医院党委书记、院长                                |
| 孙喜琢 | 深圳市罗湖医院集团院长                                          |
| 孙磊   | 飞亚达公司总设计师                                              |
| 李西廷 | 深圳迈瑞生物医疗电子股份有限公司董事长                          |
| 李屹   | 深圳光峰科技股份有限公司董事长                                  |
| 李泽湘 | 香港科技大学教授、固高科技（深圳）有限公司董事长                |
| 李建全 | 深圳市稳健医疗用品股份有限公司董事长                            |
| 杨飞飞 | 富泰华工业（深圳）有限公司技术经理                              |
| 吴峰华 | 深圳市同泰富珠宝首饰股份有限公司TTF高级珠宝品牌创始人、创意总监 |
| 沈庆芳 | 鹏鼎控股（深圳）股份有限公司董事长兼首席执行官                  |
| 陆建新 | 中建科工集团有限公司华南大区总工程师                            |
| 陈宁   | 深圳云天励飞技术有限公司董事长兼首席执行官                      |
| 陈志列 | 研祥高科技控股集团有限公司董事局主席                            |
| 金旴植 | TCL华星光电技术有限公司首席执行官                               |
| 周创彬 | 中广核工程有限公司专项试验资深专家                              |
| 赵心竹 | 深圳市中意集团有限公司董事长                                    |
| 赵卉洲 | 艺之卉时尚集团（深圳）有限公司艺之卉品牌创始人、首席设计师      |
| 胡应湘 | 合和实业主席                                                    |
| 禹国刚 | 深圳证券交易所原副总经理（法定代表人）                          |
| 袁庚   | 招商局集团原常务副董事长、原蛇口工业区管委会主任                |
| 徐扬生 | 香港中文大学（深圳）校长、中国工程院院士                        |
| 高云峰 | 大族激光集团董事长、总经理                                      |
| 郭丽英 | 深圳市凤凰涅槃艺术团团长                                        |
| 黄三文 | 中国农业科学院深圳农业基因组研究所所长、研究员                  |
| 黄源浩 | 深圳奥比中光科技有限公司董事长                                  |
| 曹艳   | 深圳元平特殊教育学校党委书记、校长                              |
| 龚国祥 | 深圳外国语学校原校长                                            |
| 蒋开儒 | 深圳市罗湖区文学艺术界联合会创作员                              |
| 鲁先平 | 深圳微芯生物科技股份有限公司董事长总经理                        |
| 樊建平 | 中国科学院深圳先进技术研究院院长、研究员                        |
| 霍大伟 | 华为公司2012实验室导师部高级顾问                                |

## 分析
美国之音引述海内外的观察人士意见称，他们大多认为当年邓小平定下的先经济後政治、以经济带动政治的改革轨迹已经在习近平时代被全面偏离。
彭博新聞社撰文认为，习近平的讲话和本次活动为深圳乃至粤港澳大湾区的经济发展提供了背书。
《华盛顿邮报》撰文，强调了习近平在讲话中反复提到的“现代化城市”、“鼓励进一步吸引年轻人才进入深圳”，文章中并讨论深圳的进一步发展是否会影响到附近香港的前景。
BBC中文网撰文称：在香港形势未平、中美关系紧张与疫情挫伤全球发展的当下，习近平再次来到中国“改革开放”的前线，料会释放出中国经济发展与对外关系的新信号。并强调了习近平在会上提出的“在重点领域改革上以清单批量授权方式给予深圳更大自主权”，以及中共中央推出27条改革举措和40条首批授权事项。
德国之声网站撰文称，习近平在深圳经济特区建立40周年大会上，肯定深圳经济特区在中国改革开放历史上的重要意义，也称将以深圳经济特区建立40年为契机，赋予深圳在改革上关键领域更多自主权。